# Dia Internacional de Apoio às Vítimas da Tortura
O Dia Internacional de Apoio às Vítimas da Tortura é um dia comemorado anualmente em 26 de junho desde 1998, instituído em 1997 pela Assembleia Geral das Nações Unidas.

## Proclamação
Em 12 de dezembro de 1997, a Assembleia Geral da ONU proclamou o Dia Internacional de Dia Internacional de Apoio às Vítimas da Tortura. O objetivo é a erradicação total da tortura e a implementação efetiva da Convenção contra a Tortura e Outros Tratamentos ou Penas Cruéis, Desumanos ou Degradantes, em vigor desde 26 de junho de 1987. Além disso, o Fundo Voluntário das Nações Unidas para as Vítimas de Tortura foi criado em 1981, que fornece assistência direta às vítimas de tortura e suas famílias. Esse fundo já comemorou seu quadragésimo aniversário e canaliza contribuições voluntárias para organizações que prestam serviços jurídicos, sociais, humanitários, psicológicos e médicos.

## Celebração
Esse dia é celebrado anualmente em 26 de junho, comemorando a entrada em vigor da Convenção contra a Tortura. Ele foi finalmente estabelecido em 1998, com atividades destinadas a reunir os Estados-membros das Nações Unidas, a sociedade civil e indivíduos em apoio às vítimas de tortura. As organizações não governamentais (ONGs) têm sido fundamentais na luta contra a tortura, promovendo a criação de instrumentos e mecanismos de monitoramento da ONU e contribuindo para sua implementação.